# Brandon Auret
Brandon Auret (Johannesburg, 27 dicembre 1972) è un attore sudafricano.

## Biografia
Nato a Johannesburg, è noto per aver interpretato Leon du Plessis nella soap opera Isidingo. 
È il comproprietario della compagnia di produzione A Breed Apart Pictures.

## Filmografia
- Catch a Fire, regia di Phillip Noyce (2006)
- Hansie, regia di Regardt van den Bergh (2008)
- District 9, regia di Neill Blomkamp (2009)
- Night Drive, regia di Justin Head (2010)
- Fast and Frantic, regia di Andrew Wilmot (2010)
- Rancid, regia di Alastair Orr (2011)
- Elysium, regia di Neill Blomkamp (2013)
- Durban Poison, regia di Andrew Worsdale (2013)
- Outpost 37, l'ultime espoir, regia di Jabbar Raisani (2014)
- Tiger House, regia di Tom Daley (2015)
- Tremors 5: Bloodlines, regia di Don Michael Paul (2015)
- Humandroid (Chappie), regia di Neill Blomkamp (2015)
- Planet of the Sharks, regia di Mark Atkins (2016)
- Double Echo, regia di William Collinson (2017)
- Last Broken Darkness, regia di Christopher-Lee Dos Santos (2017)
- The Lullaby, regia di Darrell Roodt (2017)
- Il Re Scorpione 5 - Il libro delle anime (The Scorpion King 5: Book of Souls), regia di Don Michael Paul (2018)
- Samson - La vera storia di Sansone (Samson), regia di Bruce MacDonald (2018)
- Mia e il leone bianco (Mia et le lion blanc), regia di Bruce MacDonald (2018)
- 6-Headed Shark Attack, regia di Mark Atkins (2018)
- Inside Man: Most Wanted, regia di M.J. Bassett (2019)
- Rogue - Missione ad alto rischio (Rogue), regia di M.J. Bassett (2020)
- The Last Days of American Crime, regia di Olivier Megaton (2020)
- Redeeming Love, regia di D.J. Carusso (2021)

## Doppiatori italiani
Nelle versioni in italiano delle opere in cui ha recitato, Brandon Auret è stato doppoi
- Massimo Aresu in Catch a Fire[1]
- Roberto Draghetti in Humandroid[2]
- Dario Oppido in Samson - La vera storia di Sansone[3]
- Christian Iansante in Mia e il leone bianco[4]
- Luca Ghignone in Rogue - Missione ad alto rischio
- Francesco De Francesco in The Last Days of American Crime[5]